# Buturlinovka

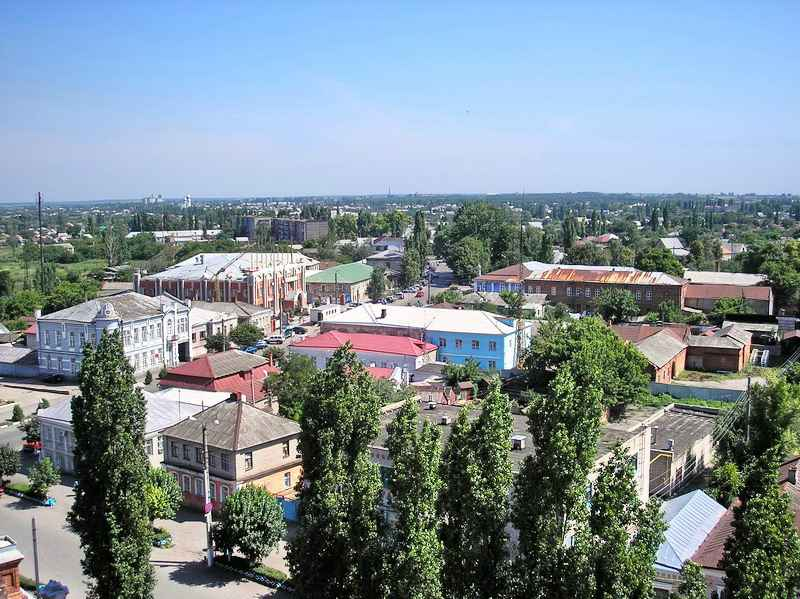

Buturlinovka è una cittadina della Russia europea sudoccidentale, situata nell'Oblast' di Voronež, 242 km a sud del capoluogo sul fiume Osered'; è capoluogo del distretto omonimo.
Fondata nel 1740, prese il nome dal militare Aleksandr Buturlin; ottenne lo status di città nel 1917.

## Società

### Evoluzione demografica
Fonte: mojgorod.ru
- 1897: 23.500
- 1939: 11.400
- 1959: 13.300
- 1989: 29.300
- 2006: 26.800